# 지구라트 피라미드
지구라트 피라미드(아랍어: هرم الزقورة)는 2008년 제안된 피라미드 형태의 마천루이다. 2021년에 착공하여 2028년에 완공될 것으로 계획되었다.
이 마천루는 약 100만명을 수용할 수 있도록 설계되었으며 건물에서 사용하는 에너지는 친환경적으로 자체생산할 수 있다. 마야인과 이집트인의 피라미드처럼 이 건축물은 시대를 앞선 고층 구조물이 될 것이다. 이 건축물의 넓이는 2.8km2이다. "지구라트"라는 이름은 메소포타미아의 사원의 이름을 따서 명명되었으며 탄소 중립 구조로 건설될 것이다 . 
국제도시환경연구소(International Institute for the Urban Environment)에 따르면 지구라트 피라미드 프로젝트에 동원된 기술은 이 건축물을 지속 가능한 도시로 만들 것이다. 건설사인 타임링크스는 이미 이 프로젝트에 사용된 디자인과 기술에 대한 특허를 획득했다. 타임링크스의 계획도에 따르면 건물은 태양열 발전, 풍력 발전 및 천연 자원에 의해 전력이 공급되고 틀에서 완전히 벗어날 수 있는 녹지가 될 것이다. 또한 이 건물은 수평 및 수직으로 운행되는 효율적인 대중교통 시스템이 구비될 것이다. 
타임링크스의 MD인 라이더스 마토니스는 “지구라트 피라미드는 에너지 측면에서 거의 완전히 자급자족할 수 있다. 건물에서 자체적으로 증기 동력을 사용하는 것 외에도 기타 친환경적인 천연 에너지 자원을 활용하기 위해 풍력 터빈을 사용할 것이다. 공공 및 개인의 조경은 여가 활동에 사용되거나 농지로 사용될 것입니다." 라고 말했다.
2008년 최초 제안 이후 추가 정보는 없는 상태이다.

## 같이 보기
- 시미즈 메가시티 피라미드
- 더 라인 (사우디아라비아)